# Tocón (Íllora)
Tocón es una localidad y pedanía española perteneciente al municipio de Íllora, en la provincia de Granada, comunidad autónoma de Andalucía. Está situada en la parte suroriental de la comarca de Loja. Cerca de esta localidad se encuentran los núcleos de Brácana, Alomartes, Villanueva Mesía, Fortaleza, Loreto y Moraleda de Zafayona.

## Historia
La evolución social y económica de Tocón puede trazarse a través de la extensa documentación conservada en el Archivo Municipal de Íllora, así como en el Archivo Eclesiástico de la Iglesia de la Virgen del Socorro. Existen además numerosos documentos relativos a Tocón en el Archivo de Simancas (Valladolid) y en el Archivo de la Corona de Aragón (Barcelona). 
Numerosos restos arqueológicos muestran que Tocón ha sido habitado desde épocas prehistóricas. Destacan así mismo los diferentes hallazgos romanos, muchos de los cuales están expuestos en el Museo Arqueológico de Granada. La dominación árabe supuso la estabilización poblacional de Tocón en el emplazamiento actual con la construcción de la Torre Árabe (siglo XIV) dentro del sistema de vigilancia del Reino de Granada; perfectamente conservada, esta construcción de mampostería y reforzada de sillares se integra actualmente en una vivienda dentro del núcleo histórico de Tocón. Probablemente Tocón deba su nombre a esta época histórica, según diversos estudios descienda del término al-Duhun, derivando en Dohon y finalmente Tocón.
La Reconquista aporta la construcción de una de las primeras iglesias del Reino de Granada, dedicada a la Virgen del Socorro y construida por Rodrigo Hernández; destaca por la calidad de su artesonado de madera en el techo de la nave. El protagonismo del Gran Capitán durante la Guerra de Granada le permitió adjudicarse las tierras y diferentes inmuebles y molinos de Tocón. Existen pruebas documentales de la estancia prolongada de Gonzalo Fernández de Córdoba en la población. Posteriormente la propiedad fue ostentada por el Duque de Sessa, Marqués de Valenzuela, Conde de Sástago y finalmente Marqués de Portago.
En el censo de 1585 Tocón albergaba a quince familias, lo que da una población estimada de aproximadamente 75 habitantes. Posteriormente, en el conocido Catastro de Ensenada (1752) figura Tocón compuesto por cincuenta y cuatro casas habitadas por 223 personas. Ya en el siglo XIX Tocón disponía de una escuela infantil para 470 habitantes.
En 1814 Tocón alcanzaría el mayor grado de administración, constituyéndose en municipio independiente, presidido por su alcalde Bernabé Gutiérrez Padilla, que lo era de un término compuesto además de Tocón, por Brácana y Alomartes.[cita requerida]
El siglo XX supone la sangría poblacional de Tocón como consecuencia de la emigración de los años 1960 y 1970, hasta la estabilización económica y la posterior recuperación de final de siglo.

## Demografía
Según el Instituto Nacional de Estadística de España, en el año 2022 Tocón contaba con 940 habitantes censados, lo que representa el 9,38% de la población total del municipio.

### Evolución de la población
| Gráfica de evolución demográfica de Tocón entre 2012 y 2022 |
|                                                             |
| Datos según el nomenclátor publicado por el INE.            |

## Economía
La economía de Tocón está basada en la agricultura y en el sector terciario. Tradicionalmente se ha producido aceite de oliva e históricamente han existido en Tocón varios tipos de almazaras, molinos y fábricas; destinados a la producción de aceites y harinas. Actualmente, el sector turístico, la construcción y los servicios aportan un especial dinamismo, generando prosperidad y crecimiento poblacional. Asimismo, la estación de ferrocarril convirtió a Tocón en uno de los centros de comunicación de toda la zona durante el siglo pasado.

## Comunicaciones
En lo que respecta a la comunicación, Tocón dispone de servicios de autobús (Alsa y Ronabús) a Granada. Hasta el año 1999 disponía de servicio ferroviario, año en el que desapareció el Corto de Loja que efectuaba parada en la estación del pueblo: la estación de Tocón-Montefrío.

## Cultura

### Fiestas
En Tocón se celebra la Candelaria (2 de febrero), las cerrajas en la noche de Todos los Santos y las Cruces de Mayo. Si bien, las principales citas lúdicas son: el día de San Marcos (25 de abril) y las fiestas populares en honor a la Virgen del Socorro, que tienen lugar la primera semana de agosto y el 8 de septiembre.